# Red neuronal por defecto

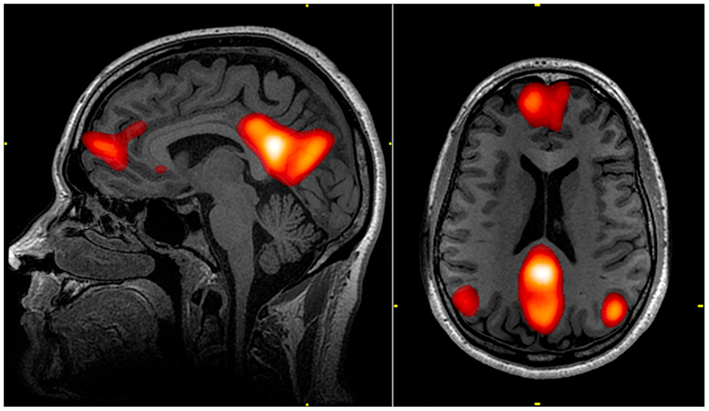
Expolaración IRMf que muestra regiones de la Red neuronal por defecto.

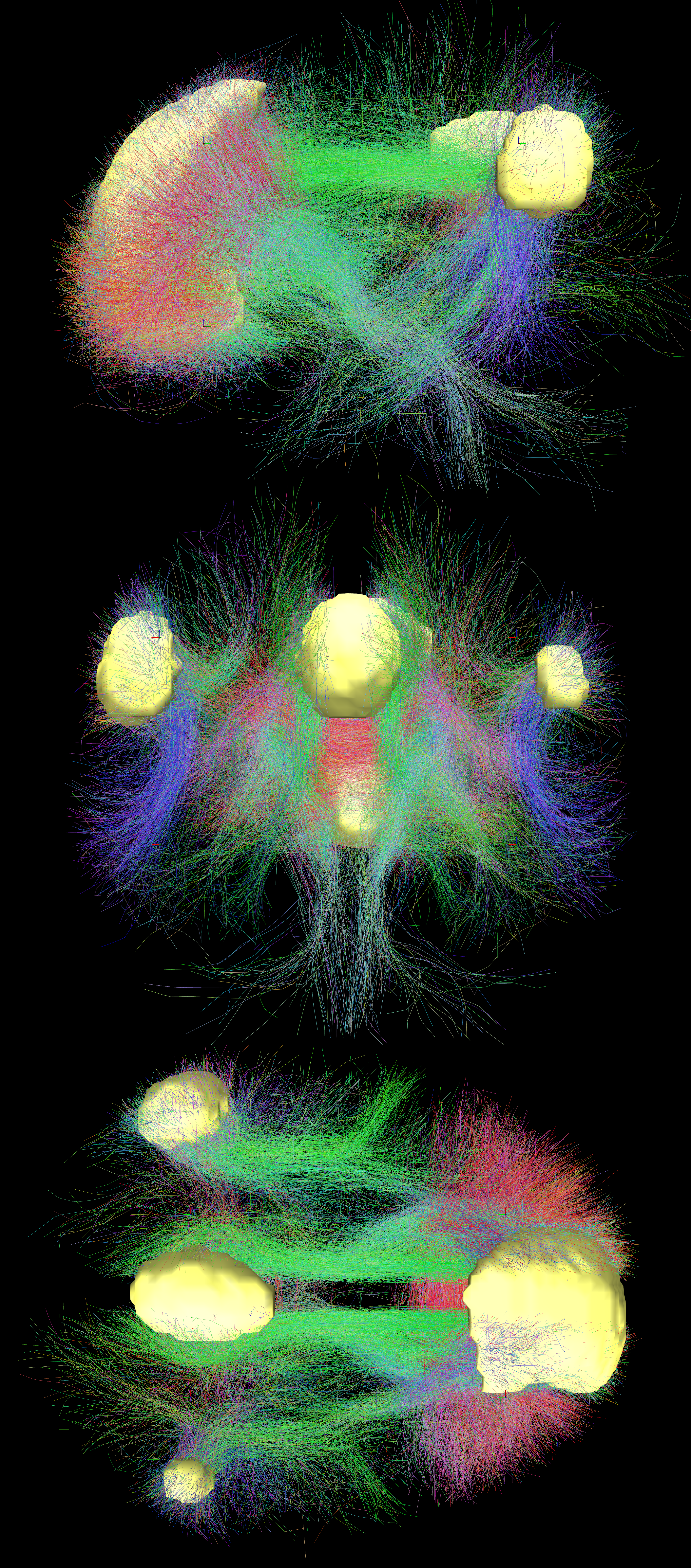
Conectoma de la red neuronal por defecto. Esta imagen muestra las principales regiones de la red neuronal (en amarillo) y sus conexiones entre sus zonas destacadas en color según su dirección de conexión estructural(xyz -> rgb).

La red neuronal por defecto (RND) es un conjunto de regiones del cerebro que colaboran entre sí y que podría ser responsable de gran parte de la actividad desarrollada mientras la mente está en reposo. 
La RND demuestra que el cerebro no se encuentra al ralentí cuando no interviene en actividades conscientes (por ejemplo, cuando se está bajo los efectos de una anestesia). Probablemente, emite señales de sincronización para coordinar la actividad entre esas regiones, lo que aseguraría que las mismas se hallen listas para reaccionar de forma concertada ante los estímulos. 
Históricamente, la comprensión del cerebro llevaba aparejada la idea de que la mayoría de sus regiones permanecían bastante tranquilas hasta que se las requería para iniciar alguna tarea específica. Las investigaciones recientes han puesto de manifiesto que el desarrollo de una tarea concreta implica un aumento del consumo energético del cerebro que supone menos del 5% de la actividad basal subyacente; por el contrario, la mayor parte de la actividad global (entre el 60 y el 80% de toda la energía que utiliza el cerebro) se despliega en circuitos que no tienen relación alguna con acontecimientos externos.
Tras conocerse la posibilidad de una vida interna del cerebro, a mediados de los noventa se descubrió que cuando los sujetos realizan alguna tarea, ciertas regiones del cerebro experimentaban una disminución de su nivel de actividad, si se compara con el estado basal de reposo. Tales áreas (una parte de la corteza parietal medial y la corteza prefrontal medial), consideradas las «centralitas principales» de la RND,  experimentan esa caída cuando otras áreas se ven implicadas en la ejecución de una tarea determinada. 
Cabe la posibilidad de que la RND organice el modo en que el cerebro organiza los recuerdos y diversos sistemas que necesitan cierta preparación ante futuros sucesos. Por lo demás, si la RND prepara al cerebro para la actividad consciente, las investigaciones sobre su comportamiento pueden revelar las claves para comprender la naturaleza de la experiencia consciente. Igualmente, las alteraciones de la RND podrían ser la causa subyacente de errores mentales, tanto los más sencillos como los más complejos, desde la enfermedad de Alzheimer a la depresión.

## Alteraciones

### Depresión
Estados depresivos se han asociado con la rumia, un proceso de autoreferencia complicado de dejar y que está vinculado a un incremento en la actividad de la RND. 

### Déficit atencional
Otros estudios señalan a la RND como clave en el funcionamiento del trastorno por déficit de atención con hiperactividad, donde el sujeto tiene problemas a la hora de iniciar una tarea, puesto que encienden la red neuronal orientada a tareas pero no logran apagar la RND de manera simultánea.